# Juvigny Val d'Andaine
Juvigny Val d'Andaine é uma comuna francesa na região administrativa da Normandia, no departamento de Orne. Estende-se por uma área de 79.62 km². Em 2010 a comuna tinha 2 235 habitantes (densidade: 28,1 hab./km²).
Foi criada em 1 de janeiro de 2016, a partir da fusão das antigas comunas de La Baroche-sous-Lucé, Beaulandais, Juvigny-sous-Andaine (sede da comuna), Loré, Lucé, Saint-Denis-de-Villenette e Sept-Forges.